# Richard Tesarik
Richard Tesarik (* 6. Mai 1985) ist ein australischer Eishockeyspieler, der seit 2017 bei den Newcastle Northstars in der Australian Ice Hockey League unter Vertrag steht.

## Karriere
Richard Tesarik begann seine Eishockeykarriere in seiner Geburtsstadt Sydney bei den dortigen Ice Dogs, für die er 2012 in der Australian Ice Hockey League debütierte. Mit den Eishunden gewann er 2013 den Goodall Cup, die australische Meisterschaftstrophäe. Von 2015 bis 2017 spielte er für den Lokalrivalen, die Sydney Bears. Anschließend wechselte er zu den Newcastle Northstars.

### International
Für Australien stand Tesarik erstmals bei den Weltmeisterschaften der Division II 2016 auf dem Eis und stieg mit dem Team von der Südhalbkugel aus der B- in die A-Gruppe dieser Division auf. Auch 2017 und 2018 spielte er in der Division II.

## Erfolge und Auszeichnungen
- 2013 Goodall-Cup-Gewinn mit den Sydney Bears
- 2016 Aufstieg in die Division II, Gruppe A, bei der Weltmeisterschaft der Division II, Gruppe B